# NGC 7301
NGC 7301 is een balkspiraalstelsel in het sterrenbeeld Waterman. Het hemelobject werd in 1886 ontdekt door de Amerikaanse astronoom Francis Preserved Leavenworth.

## Synoniemen
- ESO 602-23
- MCG -3-57-15
- VV 372
- IRAS 22278-1749
- PGC 69021